# Mario Luis
Mario Luis Díaz (San Genaro, 15 de junio de 1965) más conocido como Mario Luis, es un cantante argentino de cumbia, reconocido por haber sido la voz líder de la agrupación «Aclamado Amistad» y por su carrera como solista, que inició en el año 2006. En 2019 obtuvo una nominación en la categoría de «Mejor artista masculino tropical» en los Premios Gardel por su álbum Entre amantes y enamorados.

## Carrera

### Inicios y Aclamado Amistad
Mario Luis inició su carrera en el año 1983, cuando se convirtió en el cantante de la agrupación de cumbia Aclamado Amistad. Se desempeñó durante 23 años como líder del grupo, con el que grabó casi una veintena de producciones discográficas. En 2006 decidió abandonar la agrupación para emprender una carrera en solitario. Su reemplazo en Aclamado Amistad fue el cantante Yayo Graizaro.

### Como solista

#### Década de 2000
Su primer álbum de estudio como solista fue publicado en 2006 con el título Amistad o nada. Un año después publicó el disco Solo, seguido de Tú y yo (2008), Esencia (2009) y Volver (2010).

#### Década de 2010
En la década de 2010, el artista continuó publicando discos de manera constante y realizando una gran cantidad de presentaciones en vivo en el territorio nacional y en países vecinos. Romántico y enamorado de 2011 fue su siguiente álbum de estudio, seguido de Amo y señor del amor, estrenado un año después. En vivo en pasión, una producción en directo, vio la luz en el año 2015. Un año después fue publicado un recopilatorio titulado 10 años junto a vos, celebrando la primera década de su carrera como solista. También en 2016, el cantante firmó un contrato de distribución digital con la compañía argentina MOJO. En los años siguientes el artista presentó algunos álbumes en vivo y el disco Grabaciones inéditas de 2017, seguido de Entre amantes y enamorados de 2018. Ese año publicó el sencillo «Quédate tranquila» en colaboración con Nico Mattioli, hijo del recordado cantante de cumbia santafesino Leo Mattioli.

#### Actualidad
En 2019, Mario Luis publicó un álbum doble en directo titulado En vivo en Teatro Colonial, que contiene la exitosa presentación del músico en el Teatro Colonial de Avellaneda. Ese mismo año, el artista fue nominado en los Premios Gardel en la categoría de «Mejor artista masculino tropical» por su álbum Entre amantes y enamorados, compartiendo nominación con representantes de la música tropical argentina como Rodrigo Tapari, Daniel Cardozo y Néstor en Bloque.

## Discografía

### Con Aclamado Amistad
- 1989 - Aquí llegó Amistad
- 1991 - A nuestro estilo
- 1992 - Para ustedes de corazón
- 1993 - Lo dice la gente
- 1994 - Promesas de amor
- 1995 - Para seguir bailando
- 1996 - Un pasito más
- 1997 - Cada vez mejor
- 1999 - Tropicales más sentidos
- 2000 - Hoja en blanco
- 2002 - Segunda hoja en blanco
- 2004 - Puro Sentimiento
- 2005 - 30 años
- 2006 - El más aclamado

### Como solista

#### Álbumes de estudio, en directo y compilados
| Año  | Título                     | Discográfica |
| ---- | -------------------------- | ------------ |
| 2006 | Amistad o nada             | MOJO         |
| 2007 | Solo                       | MOJO         |
| 2008 | Tú y yo                    | MOJO         |
| 2009 | Esencia                    | MOJO         |
| 2010 | Volver                     | MOJO         |
| 2011 | Romántico y enamorado      | MOJO         |
| 2012 | Amo y señor del amor       | MOJO         |
| 2015 | En vivo en pasión          | MOJO         |
| 2016 | 10 años junto a vos        | MOJO         |
| 2017 | En vivo en pasión 2017     | MOJO         |
| 2017 | En vivo en Isidro Casanova | MOJO         |
| 2017 | Grabaciones inéditas       | MOJO         |
| 2018 | En vivo en pasión 2018     | MOJO         |
| 2018 | Entre amantes y enamorados | MOJO         |
| 2019 | En vivo en Teatro Colonial | MOJO         |

#### Sencillos y EP
| Año                                       | Título                                          | Discográfica |
| ----------------------------------------- | ----------------------------------------------- | ------------ |
| 2016                                      | «Si te vas»                                     | MOJO         |
| 2016                                      | «Pasión eterna»                                 | MOJO         |
| 2017                                      | «Qué ironía»                                    | MOJO         |
| 2018                                      | «Paisaje»                                       | MOJO         |
| 2018                                      | «Quédate tranquila» (en vivo con Nico Mattioli) | MOJO         |
| 2018                                      | «Princesa, me vas a extrañar»                   | MOJO         |
| 2018                                      | «Amor inventado, no»                            | MOJO         |
| 2018                                      | «Vuelve cuando tú quieras»                      | MOJO         |
| 2018                                      | «Paredes desgastadas»                           | MOJO         |
| 2019                                      | «Mírenla»                                       | MOJO         |
| 2019                                      | «Con mis besos voy a enamorarte» (en vivo)      | MOJO         |
| 2019                                      | «Cuartetazo» (en vivo en Konex)                 | MOJO         |
| 2019                                      | «Te llevas mi vida»                             | MOJO         |
| 2020                                      |                                                 | MOJO         |
| «Romance» (con El Combo De Las Estrellas) |                                                 | MOJO         |
| «Te sorprenderás» (con Ezequiel El Brujo) |                                                 | MOJO         |
| «Ella dijo»                               |                                                 | MOJO         |